# Росарио (Чиуауа)
Росарио (исп. Rosario) — муниципалитет в Мексике, штат Чиуауа с административным центром в посёлке Валье-дель-Росарио. Численность населения, по данным переписи 2010 года, составила 2235 человек.

## Общие сведения
Название Rosario дано в честь девы Марии Розарии.
Площадь муниципалитета равна 1172 км², что составляет 0,47 % от общей площади штата, а наивысшая точка — 1785 метров, расположена в поселении Галилеа.
Он граничит с другими муниципалитетами штата Чиуауа: на севере с Сатево, на востоке с Валье-де-Сарагосой, на юге с Уэхотитаном и Эль-Туле, на юго-западе с Бальесой, и на западе с Ноноавой.

## Учреждение и состав
Муниципалитет был образован в 1825 году, в его состав входит 35 населённых пунктов, самые крупные из которых:
| Код INEGI                  | Населённый пункт                                                                                      | Численность населения (2005 год) | Численность населения (2010 год) |
| -------------------------- | --- | -------------------------------- | -------------------------------- |
| 056                        | Всего                                                                                                 | 2082                             | 2235                             |
| 0049                       | Сан-Хавьер (исп. San Javier) 27°12′34″ с. ш. 106°21′12″ з. д.                                         | 348                              | 364                              |
| 0001                       | Валье-дель-Росарио (исп. Valle del Rosario) 27°19′09″ с. ш. 106°17′45″ з. д. (административный центр) | 250                              | 263                              |
| 0017                       | Сан-Николас-дель-Каньон (исп. San Nicolás del Cañón) 27°12′01″ с. ш. 106°24′19″ з. д.                 | 235                              | 261                              |
| 0037                       | Хуан-Мендоса (исп. Juan Mendoza) 27°08′11″ с. ш. 106°18′47″ з. д.                                     | 239                              | 252                              |
| 0098                       | Агуа-Кальенте (исп. Agua Caliente) 27°19′08″ с. ш. 106°18′26″ з. д.                                   | 127                              | 151                              |
| 0051                       | Санто-Томас-де-Очоа (исп. Santo Tomás de Ochoa) 27°17′36″ с. ш. 106°18′38″ з. д.                      | 128                              | 139                              |
| 0057                       | Валье-де-Оливос (исп. Valle de Olivos) 27°12′00″ с. ш. 106°17′12″ з. д.                               | 90                               | 122                              |
| —                          | Прочие                                                                                                | 665                              | 683                              |
| Названия на карте Генштаба | |                                  |                                  |

## Экономика
По статистическим данным 2000 года, работоспособное население занято по секторам экономики в следующих пропорциях:
- сельское хозяйство и рыболовство — 67,2 %;
- торговля, сферы услуг и туризма — 9,3 %;
- производство и строительство — 13,9 %;
- безработные — 9,6 %.

## Инфраструктура
По статистическим данным 2010 года, инфраструктура развита следующим образом:
- электрификация: 96,9 %;
- водоснабжение: 94,3 %;
- водоотведение: 77,2 %.

## Достопримечательности
Церковь девы Марии Розарии XVII века, расположенная в Валье-дель-Росарио, церковь Святого Иосифа, расположенная в Валье-де-Оливас.